# Canton de Châtenois-les-Forges
Le canton de Châtenois-les-Forges est une circonscription électorale française située dans le département du Territoire de Belfort et la région Bourgogne-Franche-Comté.

## Histoire
Le canton est créé par le décret du 9 août 1967 scindant le canton de Belfort.
Un nouveau découpage territorial du Territoire de Belfort entre en vigueur à l'occasion des premières élections départementales suivant le décret du 13 février 2014. Les conseillers départementaux sont, à compter de ces élections, élus au scrutin majoritaire binominal mixte. Les électeurs de chaque canton élisent au Conseil départemental, nouvelle appellation du Conseil général, deux membres de sexe différent, qui se présentent en binôme de candidats. Les conseillers départementaux sont élus pour 6 ans au scrutin binominal majoritaire à deux tours, l'accès au second tour nécessitant 12,5 % des inscrits au 1er tour. En outre la totalité des conseillers départementaux est renouvelée. Ce nouveau mode de scrutin nécessite un redécoupage des cantons dont le nombre est divisé par deux avec arrondi à l'unité impaire supérieure si ce nombre n'est pas entier impair, assorti de conditions de seuils minimaux. Dans le Territoire de Belfort, le nombre de cantons passe ainsi de 15 à 9.
Maintenu, le canton de Châtenois-les-Forges est élargi de 10 à 17 communes issues des anciens cantons de Danjoutin (7 communes), de Châtenois-les-Forges (9 communes) et de Grandvillars (1 commune). Il est entièrement inclus dans l'arrondissement de Belfort. Le bureau centralisateur est situé à Châtenois-les-Forges.

## Représentation

### Représentation de 1967 à 2015
| Période | Période      | Identité         | Étiquette            | Qualité                                                 |
| ------- | ------------ | ---------------- | -------------------- | ------------------------------------------------------- |
| 1967    | 1979         | Maurice Henry    | SFIO puis PS         | Directeur d'école, ancien résistant Maire de Bavilliers |
| 1979    | 1992 (décès) | Jacques Pignot   | PS                   | Maire de Bavilliers (1979-1992)                         |
| 1992    | 1998         | Joël Bonnef      | RPR                  | Agent immobilier Conseiller municipal de Bavilliers     |
| 1998    | 2011         | Daniel Lanquetin | PS puis MDC puis MRC | Enseignant Maire de Bavilliers (1995-2014)              |
| 2011    | 2015         | Florian Bouquet  | UMP                  | Maire de Châtenois-les-Forges                           |

### Représentation depuis 2015
| Période élective | Période élective | Mandat | Mandat   | Identité          | Nuance | Nuance | Qualité                                                |
| ---------------- | ---------------- | ------ | -------- | ----------------- | ------ | ------ | ------------------------------------------------------ |
| 2015             | 2021             | 2015   | 2021     | Florian Bouquet   |        | LR     | Président du Conseil départemental                     |
| 2015             | 2021             | 2015   | 2021     | Maryline Morallet |        | LR     | Maire-adjointe de Sevenans                             |
| 2021             | 2028             | 2021   | en cours | Florian Bouquet   |        | LR     | Conseiller sortant, Président du conseil départemental |
| 2021             | 2028             | 2021   | en cours | Maryline Morallet |        | LR     | Conseillère sortante                                   |

### Résultats détaillés

#### Élections de mars 2015
À l'issue du 1er tour des élections départementales de 2015, trois binômes sont en ballotage : Florian Bouquet et Maryline Morallet (UMP, 40,46 %), Patricia Boisumeau et Christian Chevry (FN, 33,14 %) et Valérie Meyer et Jean-François Roost (Union de la Gauche, 26,4 %). Le taux de participation est de 58,09 % (6 126 votants sur 10 546 inscrits) contre 54,32 % au niveau départemental et 50,17 % au niveau national.
Au second tour, Florian Bouquet et Maryline Morallet (UMP) sont élus avec 43,95 % des suffrages exprimés et un taux de participation de 59,97 % (2 661 voix pour 6 324 votants et 10 545 inscrits).

#### Élections de juin 2021
Le premier tour des élections départementales de 2021 est marqué par un très faible taux de participation (33,26 % au niveau national). Dans le canton de Châtenois-les-Forges, ce taux de participation est de 38,24 % (4 146 votants sur 10 842 inscrits) contre 33,32 % au niveau départemental. À l'issue de ce premier tour, le binôme constitué de Florian Bouquet et Maryline Morallet (LR , 77,73 %), est élu avec 77,73 % des suffrages exprimés.

## Composition

### Composition de 1967 à 2015

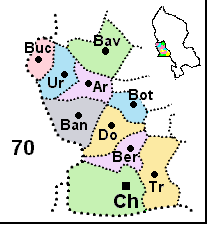
Situation du canton de Châtenois-les-Forges dans le département du Territoire de Belfort avant 2015.

Lors de sa création, le canton comprenait onze communes. En 1972, les communes de Vourvenans et de Trétudans fusionnent pour former la commune de Trévenans.
Après cette date, le canton de Châtenois-les-Forges regroupait 10 communes.
- Argiésans (repère Ar)
- Banvillars (rep. Ban)
- Bavilliers (rep. Bav)
- Bermont (rep. Ber)
- Botans (repère Bot)
- Buc (Rep. Buc)
- Châtenois-les-Forges (chef-lieu) (repère Ch)
- Dorans (repère Do)
- Trévenans (repère Tr)
- Urcerey (repère Ur)

### Composition depuis 2015
Lors du redécoupage de 2014, le canton de Châtenois-les-Forges comprenait dix-sept communes entières.
À la suite de la création de la commune nouvelle de Meroux-Moval au 1er janvier 2019, le canton comprend désormais seize communes entières.
| Nom                                          | Code Insee | Intercommunalité | Superficie (km2) | Population (dernière pop. légale) | Densité (hab./km2) | Modifier                                    |
| -------------------------------------------- | ---------- | ---------------- | ---------------- | --------------------------------- | ------------------ | ------------------------------------------- |
| Châtenois-les-Forges (bureau centralisateur) | 90022      | CA Grand Belfort | 8,67             | 2 637 (2022)                      | 304                | modifier les données · modifier les données |
| Andelnans                                    | 90001      | CA Grand Belfort | 4,17             | 1 123 (2022)                      | 269                | modifier les données · modifier les données |
| Argiésans                                    | 90004      | CA Grand Belfort | 2,73             | 595 (2022)                        | 218                | modifier les données · modifier les données |
| Banvillars                                   | 90007      | CA Grand Belfort | 4,67             | 290 (2022)                        | 62                 | modifier les données · modifier les données |
| Bermont                                      | 90011      | CA Grand Belfort | 2,74             | 373 (2022)                        | 136                | modifier les données · modifier les données |
| Botans                                       | 90015      | CA Grand Belfort | 2,29             | 248 (2022)                        | 108                | modifier les données · modifier les données |
| Bourogne                                     | 90017      | CA Grand Belfort | 13,71            | 1 737 (2022)                      | 127                | modifier les données · modifier les données |
| Buc                                          | 90020      | CA Grand Belfort | 2,44             | 243 (2022)                        | 100                | modifier les données · modifier les données |
| Charmois                                     | 90021      | CA Grand Belfort | 4,17             | 371 (2022)                        | 89                 | modifier les données · modifier les données |
| Chèvremont                                   | 90026      | CA Grand Belfort | 8,83             | 1 566 (2022)                      | 177                | modifier les données · modifier les données |
| Dorans                                       | 90035      | CA Grand Belfort | 3,77             | 823 (2022)                        | 218                | modifier les données · modifier les données |
| Meroux-Moval                                 | 90068      | CA Grand Belfort | 10,01            | 1 420 (2022)                      | 142                | modifier les données · modifier les données |
| Sevenans                                     | 90094      | CA Grand Belfort | 2,02             | 696 (2022)                        | 345                | modifier les données · modifier les données |
| Trévenans                                    | 90097      | CA Grand Belfort | 5,96             | 1 290 (2022)                      | 216                | modifier les données · modifier les données |
| Urcerey                                      | 90098      | CA Grand Belfort | 3,39             | 253 (2022)                        | 75                 | modifier les données · modifier les données |
| Vézelois                                     | 90104      | CA Grand Belfort | 9,43             | 1 026 (2022)                      | 109                | modifier les données · modifier les données |
| Canton de Châtenois-les-Forges               | 9005       |                  | 89,00            | 14 691 (2022)                     | 165                | modifier les données                        |

## Démographie

### Démographie avant 2015
| 1968  | 1975  | 1982  | 1990   | 1999   | 2006   | 2011   | 2012   |
| ----- | ----- | ----- | ------ | ------ | ------ | ------ | ------ |
| 6 906 | 8 574 | 9 101 | 10 080 | 10 583 | 10 914 | 11 186 | 11 207 |

### Démographie depuis 2015
En 2022, le canton comptait 14 691 habitants, en évolution de +0,49 % par rapport à 2016 (Territoire de Belfort : −2,78 %, France hors Mayotte : +2,11 %).
| 2013   | 2018   | 2022   |
| ------ | ------ | ------ |
| 14 402 | 14 663 | 14 691 |